# Equipe beninesa na Copa Davis
A equipe beninesa na Copa Davis representa o Benim na Copa Davis, principal competição de tênis masculina por equipes do mundo. É administrada pela Fédération Beninoise de Lawn Tennis.